# Schieder

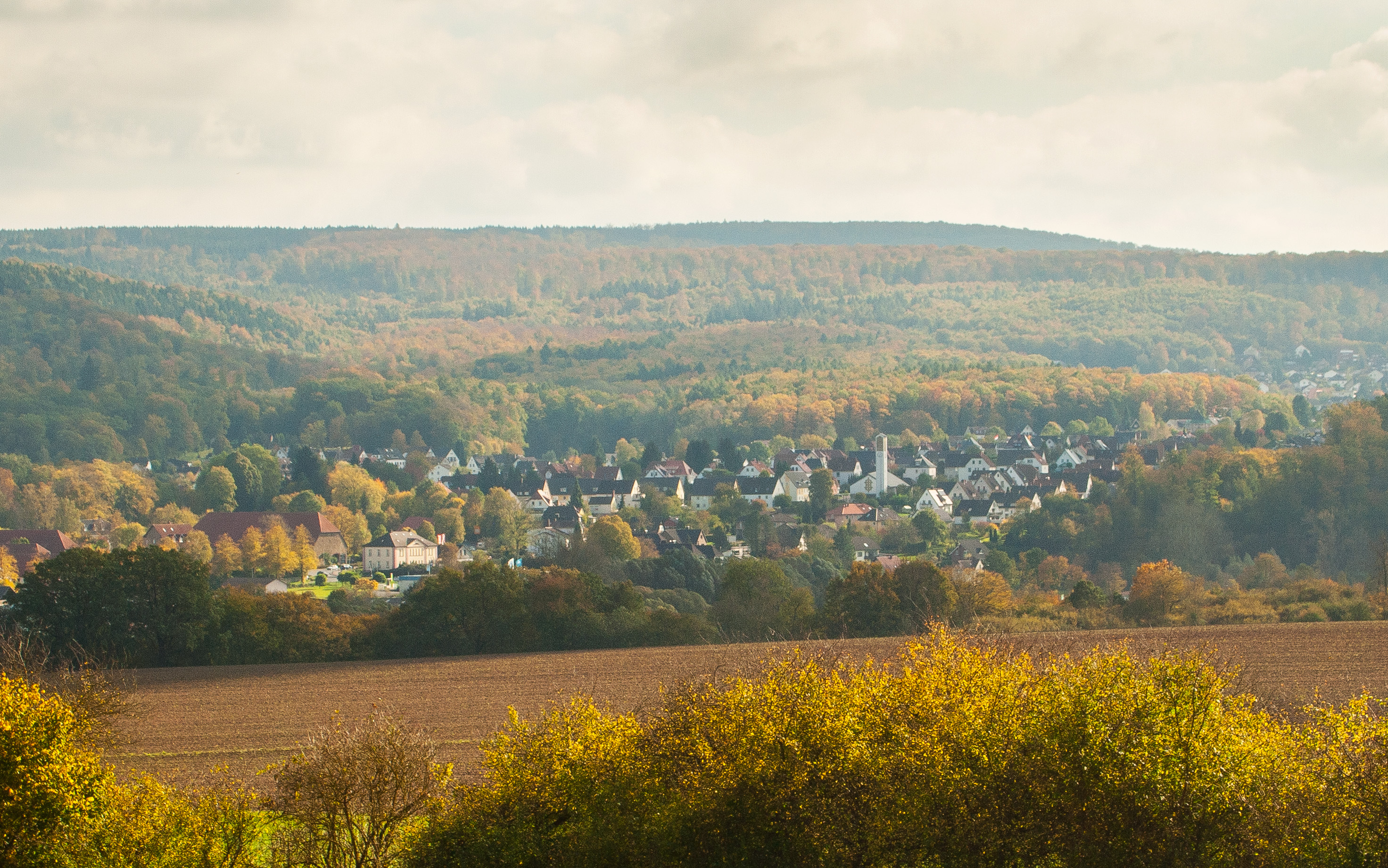
Schieder (Ansicht von Westen)

Der Kneippkurort Schieder ist ein Stadtteil und Sitz der Stadtverwaltung von Schieder-Schwalenberg im Kreis Lippe, Nordrhein-Westfalen.

## Geografie
Westlich von Schieder mündet die Niese in die Emmer, die nordöstlich vom Ort zum Schiedersee aufgestaut wird.

## Geschichte
Schieder wurde im Jahr 822 erstmals urkundlich erwähnt.
Am Westhang des Kahlenberges befindet sich die Befestigungsanlage Alt-Schieder.
Anfang des 18. Jahrhunderts wurde das Schloss Schieder errichtet.
1872 erhielt Schieder einen Bahnanschluss an die Bahnstrecke Hannover–Altenbeken.
Am 1. Januar 1970 wurde die damalige Gemeinde Schieder durch das Gesetz zur Neugliederung des Kreises Detmold vom 2. Dezember 1969 mit den Gemeinden Brakelsiek, Lothe, Ruensiek, Siekholz und Wöbbel sowie der Stadt Schwalenberg unter Eingliederung von Teilen der Stadt Blomberg zur neuen Stadt Schieder-Schwalenberg zusammengeschlossen.

## Wirtschaft und Infrastruktur

### Verkehr

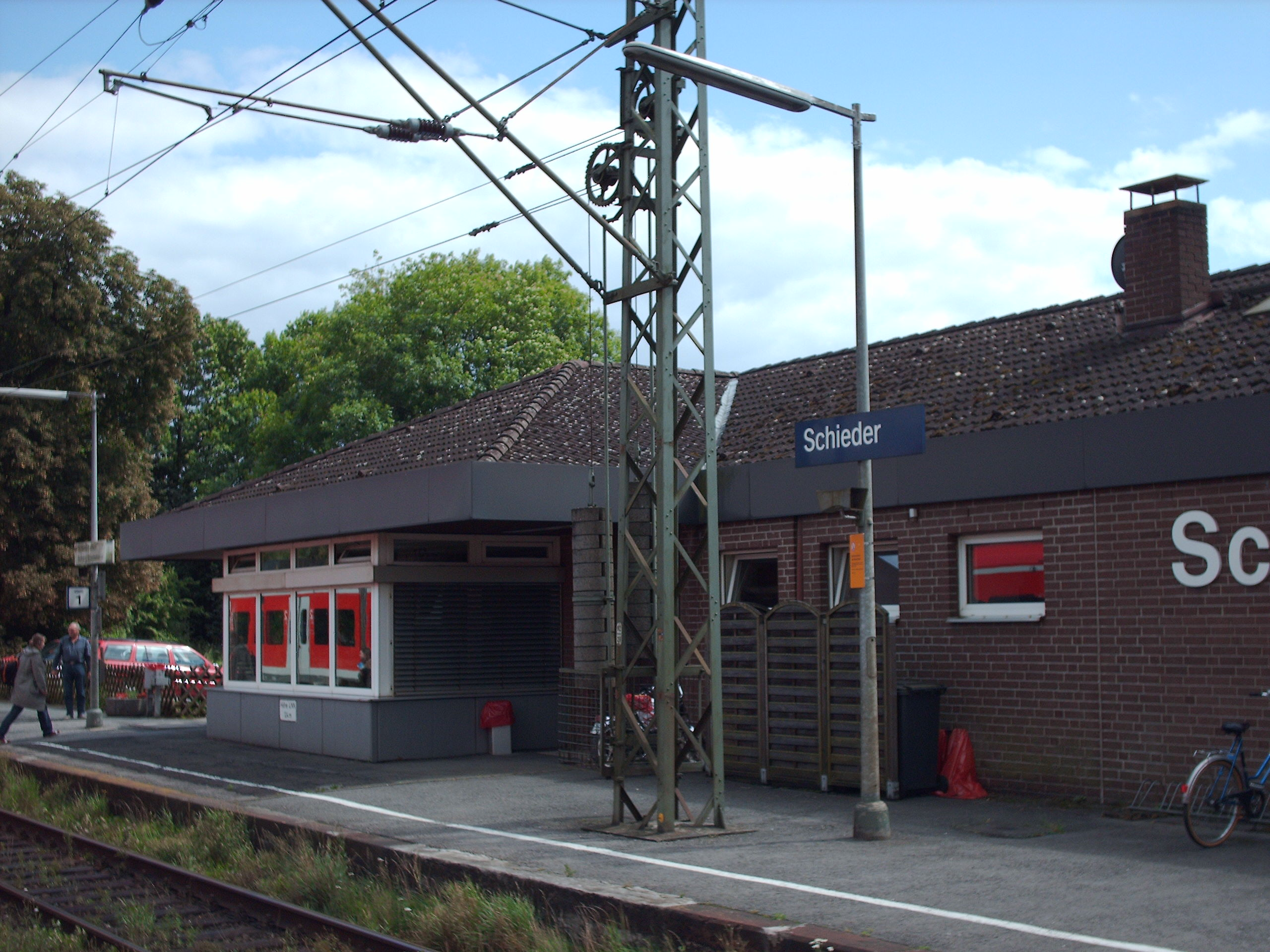
Bahnhofsgebäude Schieder (2007)

Der Bahnhof Schieder liegt an der Bahnstrecke Hannover–Altenbeken. Hier zweigte bis 1987 die Strecke nach Blomberg ab; der Personenverkehr endete bereits 1951.
Schieder wird im Stundentakt von der S-Bahnlinie S 5 Paderborn – Hannover Hbf – Hannover Flughafen bedient.
| Linie | Verlauf | Takt   |
| ----- | --- | ------ |
| S 5   | Paderborn Hbf – Altenbeken – Steinheim (Westf) – Schieder – Lügde – Bad Pyrmont – Emmerthal – Hameln – Bad Münder (Deister) – Springe – Völksen/Eldagsen – Bennigsen – Holtensen/Linderte – Weetzen – Hannover-Linden/Fischerhof – Hannover Bismarckstraße – Hannover Hbf – Hannover-Nordstadt – Hannover-Ledeburg – Hannover-Vinnhorst – Langenhagen Mitte – Langenhagen Pferdemarkt – Hannover Flughafen Stand: Fahrplanwechsel Juni 2022 | 60 min |

### Öffentliche Einrichtungen
In Schieder befand sich eine Hauptschule (Schlossparkschule), die 2015 geschlossen wurde,  und eine Grundschule. Außerdem verfügt der Ort über eine Bibliothek und ein Freibad.
Des Weiteren gibt es in Schieder eine Evangelisch-reformierte Kirchengemeinde, die katholische St.-Laurentius-Kirche und seit Anfang der 90er eine Freievangelische Mennoniten-Brüder Gemeinde.

## Persönlichkeiten
- Johann Christian Paulsen (1748–1825), Forstmann in Schieder
- Friedrich Becker (1817–1861), Unternehmer und Mitglied des Provinziallandtages der Provinz Hessen-Nassau
- Paul Pankoke (1905–1983), deutscher Politiker, in Schieder geboren